# Luisa Sanfelice
Pour les articles homonymes, voir Luisa Sanfelice (homonymie) et Sanfelice.
Maria Luisa Sanfelice, née le 28 février 1764 à Naples et morte dans la même ville le 11 septembre 1800, est une aristocrate de la famille des ducs d'Agropoli et Lauriano du royaume de Naples, engagée dans les événements de la République parthénopéenne. Elle est le personnage central du roman d'Alexandre Dumas, La San-Felice, 1863. Son arrestation eut lieu au palazzo Mastelloni où elle demeurait.

## Biographie

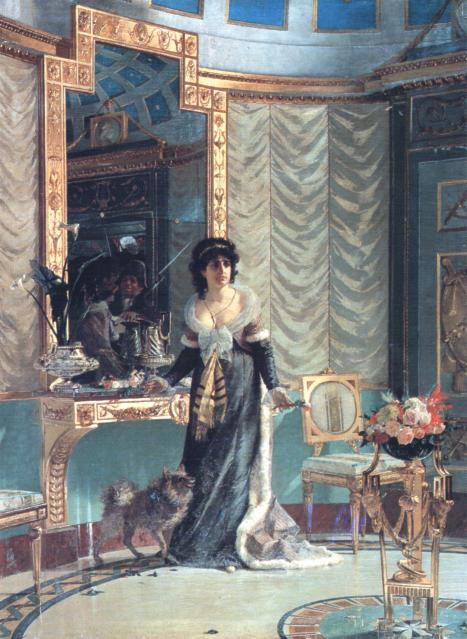
L'arrestation de Luisa Sanfelice par Modesto Faustini.

Entre janvier et juin 1799, Naples connaît une révolution. Le roi des Deux-Siciles Ferdinand IV est alors chassé du pouvoir par les jacobins napolitains, soutenus par des troupes républicaines françaises. À partir de Palerme, le monarque s'emploie pourtant rapidement à reconquérir son trône, aidé par des soldats anglais et russes mais aussi par des projets de soulèvements royalistes à Naples. Parmi ceux-ci, la conspiration dite de Baccher est déjouée grâce à l'aide de la marquise Luisa Sanfelice. En effet, un fils Baccher était amoureux d'elle et lui avait donné un papier afin qu'elle ne soit pas inquiétée une fois la révolution matée. Cependant, au lieu de le garder, elle transmet ce sésame à un autre de ses prétendants, le républicain Ferdinando Ferri (it). Ce dernier prévient alors les autorités révolutionnaire de l'existence du complot et les conjurés sont arrêtés. Luisa San Felice est saluée par le principal journal républicain de la ville, Le Monitore napoletano, le 13 avril 1799, bien que ses motivations aient été davantage amoureuses que politiques. Ainsi, durant la suite de la révolution, elle ne participe pas davantage aux événements de la cité. Le 13 juin, deux fils Baccher et leurs complices sont fusillés. Le 19 juin, la République napolitaine tombe, la monarchie est restaurée et Luisa San Felice est arrêtée pour trahison. Son procès commence en septembre, elle est condamnée à mort et décapitée un an plus tard sur la place del Mercato. Exilé, Ferdinando Ferri sera plus tard gracié et deviendra même ministre du royaume des Deux-Siciles.
Ferdinand IV ayant refusé de la gracier, elle inspire la compassion chez les Napolitains. Son procès avait ainsi été reporté deux fois et des médecins avaient essayé de lui inventer de fausses grossesses afin de la sauver temporairement. À l'époque, on comprend bien qu'il s'agissait surtout d'une femme amoureuse prise dans la tourmente révolutionnaire, sans volonté politique particulière. Au cours du XIXe siècle, elle devient pourtant une icône républicaine, « son histoire se trouvant investie par la propagande politique et la création littéraire » note l'historienne Mélanie Traversier. Paolo Giacometti ou encore Maurice Drack écrivent ainsi à son sujet. « Elle cristallise alors les nouvelles aspirations libérales des années 1840. La dimension politique de son personnage est cependant bientôt submergée par la vision romantique d'une femme rendue exceptionnelle par ses idéaux élevés et son amour exalté ». Même si l'écrivain invente certains faits, par son roman La San-Felice, Alexandre Dumas la « fait accéder au rang de « martyre » de la cause républicaine » poursuit Mélanie Traversier, le père de l'auteur (le général républicain français Dumas) ayant d'ailleurs lui-même été emprisonné par les Bourbons en 1799.
D'autres femmes avaient participé à la révolution, en prenant une part plus active aux événements, comme Eleonora Fonseca Pimentel (1752-1799), qui fonda le Monitore Napoletano et finit elle aussi exécutée. Cependant, conclut Mélanie Traversier « Luisa Molina San Felice offrait aux héritiers de la révolution et surtout à certains écrivains du XIXe siècle une image de la femme plus conforme à leurs attentes : amoureuse jusqu'à préférer la vie de son amant à la sienne ; mais suffisamment sage pour ne pas s'impliquer activement dans le combat politique ».
Sauf une tragédie de Richard Voss et une nouvelle de Vincent Sheean (en), l'aura de Luisa Sanfelice diminue fortement au XXe siècle, époque où l'idéalisation héroïque politique n'est plus aussi prisée.